# Anglosuchus
Anglosuchus — вимерлий рід мезоевкрокодилових фолідозаврид. Обидва види Anglosuchus були спочатку віднесені Річардом Оуеном до роду Steneosaurus у 1884 році, але пізніше були поміщені в новий рід. Колись вважалося, що це телеозаврид, але пізніше його віднесли до родини Pholidosauridae.